# Drymonia macrophylla
Drymonia macrophylla är en tvåhjärtbladig växtart som först beskrevs av Oerst., och fick sitt nu gällande namn av Harold Emery Moore. Drymonia macrophylla ingår i släktet Drymonia och familjen Gesneriaceae. Inga underarter finns listade i Catalogue of Life.